# Zach Callison
Zach Callison, właściwie Zachary Callison (ur. 23 października 1997 w Saint Louis) – amerykański aktor telewizyjny i głosowy, wokalista.

## Filmografia
| Rok          | Tytuł                              | Rola                               | Uwagi                                          |
| ------------ | ---------------------------------- | ---------------------------------- | ---------------------------------------------- |
| 2009         | Are You Smarter than a 5th Grader? |                                    |                                                |
| 2009–2010    | Diary of a Single Mom              | Ian                                |                                                |
| 2010         | Scooby-Doo! Mystery Incorporated   | Arthur Baywosenthal (głos)         | Odcinek: „The Song of Mystery"                 |
| 2010         | Hannah Montana                     | Douglas                            | Odcinek: „Hannah's Gonna Get This"             |
| 2010         | Sym-Bionic Titan                   | Arthur (głos)                      | Odcinek: „Shadows of Youth"                    |
| 2011         | Funny or Die Presents              | Lonni Donovan                      | 1 odcinek                                      |
| 2011         | Perfect Couples                    | Young Dave                         | Odcinek: „Perfect Crime"                       |
| 2011         | I'm in the Band                    | King Billy                         | Odcinek: „Lord of the Weasels"                 |
| 2011         | iCarly                             | Dziesięcioletni chłopiec #1 (głos) | Odcinek: „iStill Psycho"                       |
| 2012         | Little Brother                     | Ethan                              | Odcinek pilotażowy                             |
| 2012         | The Legend of Korra                | Skoochy (głos)                     | Odcinek: „The Revelation"                      |
| 2012         | The Legend of Korra                | Tarrlok – 11 lat (głos)            | Odcinek: „Skeletons in the Closet"             |
| 2013–2018    | Sofia the First                    | Prince James (głos)                | Rola główna (sezony 1–2)                       |
| 2013–2019    | Steven Universe                    | Steven Universe (głos)             | Rola główna                                    |
| 2014         | NCIS: Los Angeles                  | Devin Johnson                      | Odcinek: „Reign Fall"                          |
| 2015         | Fresh Off the Boat                 | Dan                                | Odcinek: „Miracle on Dead Street"              |
| 2015         | Henry Danger                       | Chet                               | Odcinek: „Henry's Jelly"                       |
| 2015         | Astrid Clover                      | Hipster 2                          | Odcinek: „#Holiday (full)"                     |
| 2016         | Uncle Grandpa                      | Steven Universe (głos)             | Odcinek: „Pizza Eve"                           |
| 2016         | Sanders Shorts                     | Steven                             | Odcinek: „Life with the Crystal Gems is Tough" |
| 2016–2017    | Just Add Magic                     | Chuck Hankins                      |                                                |
| 2016–2019    | The Goldbergs                      | Brian Corbett                      | 11 odcinków                                    |
| 2017         | Record Rant                        | Zach                               | 1 odcinek                                      |
| 2017         | Suspense                           | Scooter Stevens                    | Odcinek: „Indomitable the Magnificent"         |
| 2017         | Micah the Asshole Ghost            | Micah                              | Odcinek pilotażowy                             |
| 2017         | Grey's Anatomy: B-Team             | Oscar                              | Odcinek: „Two"                                 |
| 2018         | Stream of Many Eyes                | Werblund                           | Odcinek pilotażowy                             |
| 2019         | Steven Universe: The Movie         | Steven Universe (głos)             | Film telewizyjny                               |
| 2019–obecnie | DreamWorks Dragons: Rescue Riders  | Winger (głos)                      | Rola główna                                    |
| 2019–2020    | Steven Universe Future             | Steven Universe (głos)             | Rola główna                                    |
| 2019–obecnie | Cleopatra in Space                 | Zuzz (głos)                        |                                                |

| Rok  | Tytuł                                      | Rola                    | Uwagi                |
| ---- | ------------------------------------------ | ----------------------- | -------------------- |
| 2007 | Ghost Image                                | Keiner Plaza Pedestrian |                      |
| 2009 | Land of the Lost                           | Tar Pits Kid            |                      |
| 2010 | Kingshighway                               | Dominic                 |                      |
| 2010 | Superman/Shazam!: The Return of Black Adam | Billy Batson (głos)     | Film krótkometrażowy |
| 2012 | Rock Jocks                                 | Dylan                   |                      |
| 2012 | Ultraman Zero: The Revenge of Belial       | Nao                     | Dubbing amerykański  |
| 2013 | The Wind Rises                             | Young Jiro (głos)       | Dubbing amerykański  |
| 2013 | All American Christmas Carol               | Bully Johnny            |                      |
| 2014 | Justice League: War                        | Billy Batson (głos)     | Direct-to-DVD        |
| 2014 | Mr. Peabody & Sherman                      | King Tut (głos)         |                      |
| 2015 | The Sound of Magic                         | Peasant Boy             |                      |
| 2015 | A Terrible Fate                            | Ben                     | Film krótkometrażowy |
| 2016 | Hulk: Where Monsters Dwell                 | Eric / Ninja (głos)     | Direct-to-video      |
| 2018 | Mailboxes                                  | Lionel                  | Film krótkometrażowy |
| 2019 | Lego DC Batman: Family Matters             | Billy Batson (głos)     | Direct-to-video      |
| 2019 | Skywatch                                   | Shaun                   | Film krótkometrażowy |
| 2020 | Lego DC: Shazam!: Magic and Monsters       | Billy Batson (głos)     | Direct-to-video      |

| Rok  | Tytuł                              | Rola                              |
| ---- | ---------------------------------- | --------------------------------- |
| 2011 | Kinect: Disneyland Adventures      | Głosy poboczne                    |
| 2015 | Steven Universe: Attack the Light  | Steven Universe                   |
| 2017 | Steven Universe: Save the Light    | Steven Universe / Onion / Pumpkin |
| 2018 | Lego DC Super-Villains             | Billy Batson                      |
| 2019 | Steven Universe: Unleash the Light | Steven Universe / Onion / Pumpkin |